# Bohumír Josef Hynek Bilovský
Bohumír Josef Hynek Bilovský (1659, Hlučín – 7. prosince 1725, Slatinice) byl český literát, básník a homiletik. Psal latinsky a česky. Je nejvýznamnějším představitelem české barokní konceptuální homiletiky, vyznačující se krásou slova, bohatou obrazností, dramatičností, překvapujícími, vtipnými přirovnáními, metaforami, alegoriemi, jazykovou hrou a dynamickou tektonikou. Vstoupil do Tovaryšstva Ježíšova, v roce 1689 dosáhl kněžského svěcení, ale s řádem se rozešel a nastoupil dráhu diecézního kněze. Působil na Moravě – v Vrahovicích, Letovicích a Slatenicích (Gross Slatein, od r. 1924 Slatinice) kde v roce 1725 zemřel.

## Dílo
- Nový Cherubín, sv. Ignacius, 1695
- První a nový farář sv. Josef, 1696
- Stella nova Serenissimo archi-duci Carolo ij Hispaniarum regnum bono omine praevia seu Joannes Sarcander, 1703
- Církevní Cherubín anebo slavný a stálý v ohni a mukách víry a svaté zpovědi zástupce Jan Sarkander, 1712
- Siclus (a) sanctuarii anebo Šestka duchovní, Olomouc, Ignác Rosenburg, 1713
- Societas Jesu Salvatoris, to gest, Weleslawné Arcy-Bratrstwo, aneb, Towaryšstwo Neyswětegsjho Obrazu Wykupitele Swěta, Pána nasseho Gežjsse Krysta, S Neyslawněgssjm Towaryšstwem Ad Sancta Sanctorum, 1719 ?
- Kázání nedělní a sváteční skrze celý advent, 1720
- Cantator cygnus ... to jest Hlas duchovní labutě, 1720
- Doctrina christiana ... Křesťanské cvičení dušem k spasení, potěšení a naučení, Olomouc, 1721
- Pia quadragesima ... to jest První postní rozvažování, 1721
- Passio domini nostir, 1721
- Coelum vivum et firmamentum dogmatum Christi. Nebe svatosvaté anebo kázání sváteční, 1724